# Hypoleria trombona
Hypoleria trombona är en fjärilsart som beskrevs av Anton Srnka 1885. Hypoleria trombona ingår i släktet Hypoleria och familjen praktfjärilar. Inga underarter finns listade i Catalogue of Life.